# Медекері
Медеке́рі — дрібний піщаний острів в Червоному морі в архіпелазі Дахлак, належить Еритреї, адміністративно відноситься до району Дахлак регіону Семіен-Кей-Бахрі.

## Географія
Розташований при вході до бухти Губбет-Мус-Нефіт острова Дахлак, біля східного узбережжя острова Нокра. Має видовжену овальну форму, є продовженням піщаної коси від острова Дахлак. Довжина острова понад 170 м, ширина не перевищує 80 м. Острів облямований піщаними мілинами та кораловими рифами.